# بیشوفتو
بیشوفتو (به لاتین: Bishoftu) یک منطقهٔ مسکونی در اتیوپی است که در Bishoftu واقع شده‌است. بیشوفتو ۱۷۱٬۱۱۵ نفر جمعیت دارد و ۱٬۹۲۰ متر بالاتر از سطح دریا واقع شده‌است.